# James LaBrie
Pour les articles homonymes, voir Labrie.
 (septembre 2018).
Kevin James LaBrie (né le 5 mai 1963) est un chanteur canadien, membre du groupe Dream Theater.

## Biographie
Kevin James LaBrie est né le 5 mai 1963 à Penetanguishene, en Ontario. À 21 ans, il entreprend des cours de chant avec Rosemary Patricia Burns. Puis il devient chanteur du groupe Winter Rose. Ensuite, il rejoint un groupe de New York : Dream Theater qu'il ne quittera plus.
En 2010, il sort un nouvel album solo, Static Impulse, avec le guitariste Marco Sfogli, le claviériste Matt Guillory, le bassiste Ray Riendeau et le batteur Peter Wildoer.

## Vie privée
LaBrie vit actuellement à Toronto, au Canada en compagnie de sa femme Karen, sa fille Chloe et son fils Chance Abraham.

## Chant

### Influences
Ses influences musicales sont variées : Metallica, Aerosmith, Van Halen, Journey et Judas Priest autant que certains compositeurs classiques comme Mozart, Vivaldi ou Beethoven. Ses chanteurs préférés comptent parmi Steve Perry (du groupe Journey), Freddie Mercury, Sting, Paul Rodgers, Ronnie James Dio, Rod Stewart et Nat King Cole.

### Réceptions
James Labrie a été considéré en 2010 comme le 15e meilleur chanteur de tous les temps d'après MusicRadar. Mais durant sa carrière avec Dream Theater, le vocaliste a toutefois reçu quelques critiques.

### Empoisonnement
Le 29 décembre 1994, lors de vacances à Cuba, James LaBrie fut atteint d'un sévère cas d'empoisonnement dû à des crevettes contaminées ; ses vomissements successifs ont cassé ses cordes vocales. Il consulta trois spécialistes qui lui ont dit ne rien pouvoir faire à part lui conseiller de préserver sa voix le plus possible. Cependant le 12 juin 1995, négligeant les conseils donnés par ses médecins, il entama la tournée d'Awake alors que sa voix était loin d'être au meilleur de ce qu'il a pu donner. Labrie a avoué qu'il ne s'est pas senti vocalement « normal » jusqu'au moins 2002, grâce au temps et à l'entraînement. James LaBrie a aussi confessé être entré en dépression à la suite de cette période, au point qu'il en a failli partir de Dream Theater, mais il a changé d'avis grâce au soutien des membres du groupe.

## Discographie
- 1989 Winter Rose - Winter Rose (InsideOut Music)
- 1991 Fates Warning - Parallels (Metal Blade)
- 1992 Dream Theater - Images And Words (Atlantic/ATCO)
- 1993 Dream Theater - Live At The Marquee (WEA International)
- 1994 Dream Theater - Awake (EastWest Records)
- 1995 Dream Theater - A Change Of Seasons (Elektra)
- 1996 Artistes divers - Working Man / Rush Tribute (Magna Carta)
- 1997 Artistes divers - Dragon Attack / Tribute To Queen (CNR Music)
- 1997 Dream Theater - Falling Into Infinity (Elektra)
- 1998 Explorer's Club - Age Of Impact (Magna Carta)
- 1998 Shadow Gallery - Tyranny (Magna Carta)
- 1998 Dream Theater - Once In A LIVEtime (Elektra)
- 1999 Artistes divers - Encores, Legends and Paradox / ELP Tribute (Magna Carta)
- 1999 Mullmuzzler - Keep It To Yourself (Magna Carta)
- 1999 Dream Theater - Metropolis Part 2: Scenes from a Memory (WEA/Elektra)
- 2000 Artistes divers - Tie Your Mix Down / Tribute to Queen (Cleopatra)
- 2001 Original Cast Recording - Leonardo / The Absolute Man (Magna Carta)
- 2001 MullMuzzler - MullMuzzler 2 (Magna Carta)
- 2001 Dream Theater - Live Scenes From New York (Elektra)
- 2002 Dream Theater - Six Degrees of Inner Turbulence (Elektra)
- 2003 Dream Theater - Train of Thought (Elektra/Asylum)
- 2003 Frameshift - Unweaving the Rainbow (ProgRock Records)
- 2004 Tim Donahue - Madmen & Sinners (EMI)
- 2004 Ayreon - The Human Equation (Spv)
- 2004 Dream Theater - Live at Budokan (Atlantic)
- 2005 Dream Theater - Octavarium (Atlantic)
- 2005 James LaBrie - Elements of Persuasion (InsideOut Music)
- 2006 Dream Theater - Score (Rhino)
- 2007 Dream Theater - Systematic Chaos (RoadRunner)
- 2008 Dream Theater - Greatest Hit (...And 21 Other Pretty Cool Songs) (Rhino)
- 2008 James LaBrie - Prime Cuts (Magna Carta / Nocturne)
- 2008 Dream Theater - Chaos In Motion 2007-2008 (RoadRunner)
- 2009 Dream Theater - Black Clouds and Silver Linings (RoadRunner)
- 2010 James LaBrie - Static Impulse (InsideOut Music)
- 2011 Dream Theater - A Dramatic Turn of Events (RoadRunner)
- 2013 James LaBrie - Impermanent Resonance (InsideOut Music)
- 2013 Dream Theater - Dream Theater (RoadRunner)
- 2013 Dream Theater - Live at Luna Park (Eagle Rock Entertainment)
- 2014 Dream Theater - Breaking the Fourth Wall (RoadRunner)
- 2016 Dream Theater - The Astonishing (RoadRunner)
- 2019 Dream Theater - Distance Over Time (InsideOut Music)
- 2020 Dream Theater - Distant Memories - Live in London (InsideOut Music)
- 2021 Dream Theater - A View From The Top Of The World (InsideOut Music)
- 2022 James LaBrie - Beautiful Shade of Grey (InsideOut Music)
- 2025 Dream Theater - Parasomnia (InsideOut Music)